# فيلي غولت
فيلي غولت (بالإنجليزية: Willie Gault)‏ هو عداء سريع وممثل أمريكي، ولد في 5 سبتمبر 1960 في غريفين في الولايات المتحدة. من الجوائز التي نالها سوبر بول.

## جوائز
- سوبر بول

## وصلات خارجية
- فيلي غولت على موقع الاتحاد الدولي لألعاب القوى (الإنجليزية)
- فيلي غولت على موقع مرجع كرة القدم المحترفة.كوم (الإنجليزية)
- فيلي غولت على موقع قاعة جورجيا للمشاهير الرياضية (مؤرشف) (الإنجليزية)
- فيلي غولت على موقع قاعة تينيسي للمشاهير الرياضية (الإنجليزية)
- فيلي غولت على موقع IMDb (الإنجليزية)
- فيلي غولت على موقع قاعدة بيانات الفيلم (الإنجليزية)